# Uherské Hradiště (nádraží)
Uherské Hradiště je železniční stanice v centrální části okresního města Uherské Hradiště ve Zlínském kraji nedaleko řeky Moravy. Leží v km 2,059 neelektrizované jednokolejné trati Staré Město u Uherského Hradiště – Kunovice mezi stanicemi Staré Město u Uherského Hradiště a Kunovice. V jízdním řádu pro cestující je stanice uvedena na tratích 340 a 341. Městské autobusové nádraží se nachází přibližně ve vzdálenosti 800 metrů severovýchodním směrem. V blízkosti samotné stanice se nachází autobusová zastávka, která je obsluhována linkami městské hromadné dopravy, a stojan se sdílenými koly.

## Historie

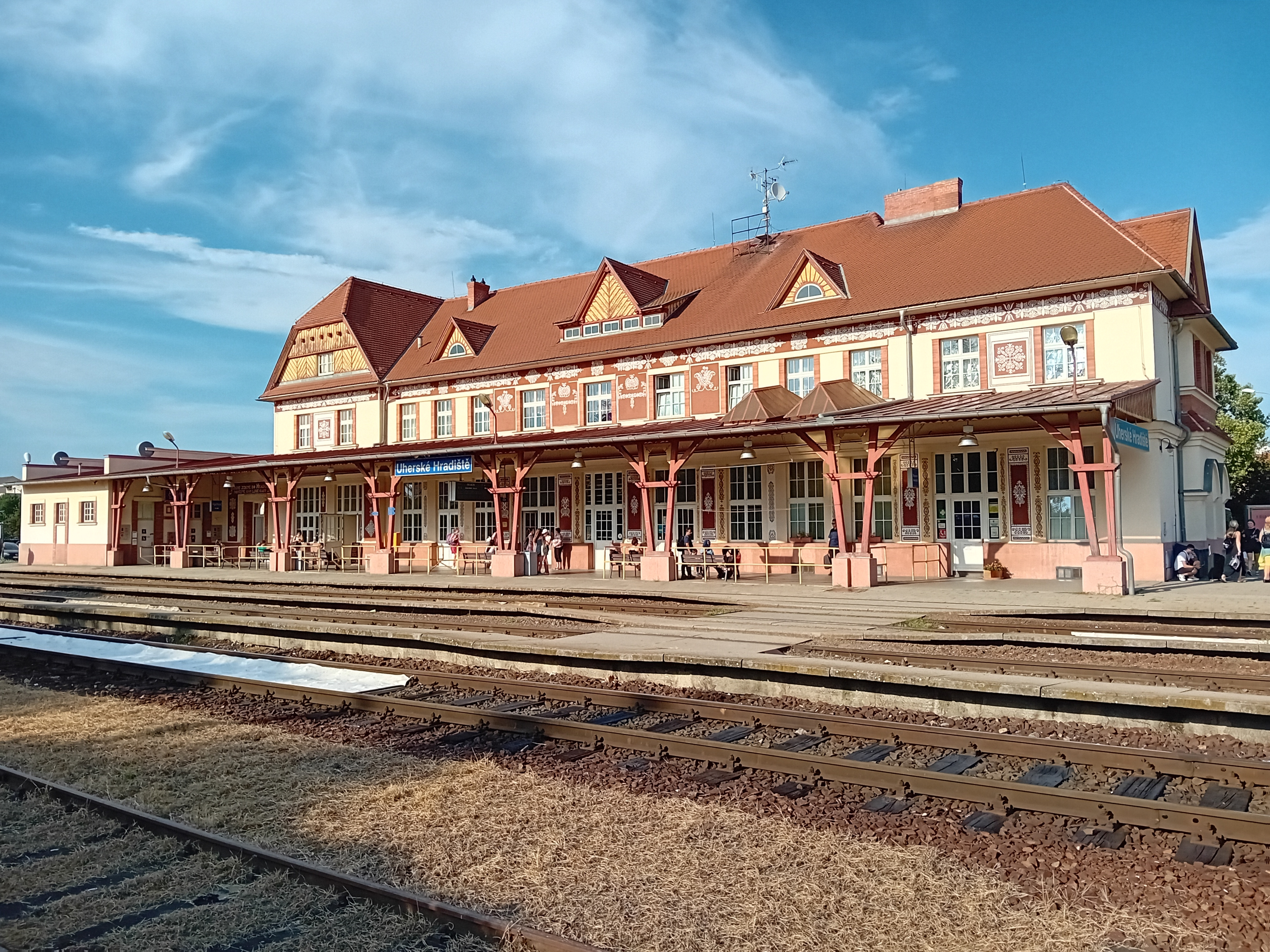
Nádražní budova v roce 2023

Stanice byla otevřena 1. dubna 1883 společností Rakouská společnost místních drah (ÖLEG) v úseku ze Starého Města u Uherského Hradiště (ta do té doby nesla německý název Ungarisch Hradisch) do koncové stanice v Uherském Brodě, dle typizovaného stavebního vzoru. Dráhu roku 1884 převzala Rakouská společnost státní dráhy (StEG). 28. října 1888 byla trať prodloužena budováním tzv. Vlárské dráhy Rakouské společnosti státní dráhy (StEG) směrem na Slovensko, která tak završila původní projekt společnosti Českomoravská transverzální dráha (BMTB), jež usilovala o dostavbu traťového koridoru propojujícího již existující železnice v ose od západních Čech po Trenčianskou Teplou.
Po zestátnění StEG  v roce 1908 pak obsluhovala stanici jedna společnost, Císařsko-královské státní dráhy (kkStB), po roce 1918 pak správu přebraly Československé státní dráhy.
V roce 1930 vznikla nová staniční budova dle návrhu architekta Karla Dvořáka, vyzdobená typickými nástěnnými slováckými motivy od Rozky Falešníkové z Tasova. V roce 2011 byla v hlasování sdružení Asociace Entente Florale CZ – Souznění zvolena nejkrásnějším nádražím roku v Česku. Předcházela tomu rekonstrukce budovy provedená v roce 2004, kterou město ocenilo titulem Stavba roku.

## Popis stanice
Stanice je vybavena staničním zabezpečovacím zařízením 2. kategorie typu TEST 14, které ovládá místně výpravčí z dopravní kanceláře ve stanici. Jízdy vlaků v přilehlých úsecích jsou zabezpečeny pomocí automatických hradel AH-88A bez oddílových návěstidel.
Ve stanici jsou čtyři dopravní koleje číslované od budovy 2, 1, 3, 5, za kolejí č. 5 se nachází ještě kusá manipulační kolej č. 7, která je zapojená do staroměstského zhlaví. Z koleje č. 2 je možný pouze odjezd směr Staré Město u Uherského Hradiště, ostatní dopravní koleje jsou vjezdové, odjezdové i průjezdné pro oba směry.
U kolejí č. 1, 3 a 5 jsou zřízena jednostranná vnitřní nástupiště, nástupiště u kolejí 1 a 3 mají nástupní hranu ve výšce 200 mm nad temenem kolejnice, u koleje č. 5 je tato výška 250 m.

## Současnost
Stanice je vybavena elektronickým informačním systémem pro cestující. Hlášení ve stanici Uherské Hradiště jako v jedné z mála ještě stále zajišťuje hlas Danuše Hostinské-Klichové lidově přezdívaný též Andula (stav k roku 2024).[zdroj?]

### Vnitrostátní linky
Stanice Uherské Hradiště je obsluhována pouze vnitrostátními linkami. Stanici obsluhují vlaky kategorie R, Sp a Os zajišťované dopravci České dráhy a Arriva vlaky.[zdroj?]
Linky obsluhující stanici Uherské Hradiště:
- R18 Slovácký expres Praha – Staré Město u Uh. Hradiště – Luhačovice / Veselí nad Moravou
- S6 Brno – Uherské Hradiště – Staré Město u Uh. Hradiště
- S5, Sp5 Staré Město u Uh. Hradiště – Bylnice – Vlárský průsmyk

## Budoucnost
V letech 2027–2028 by měla proběhnout rekonstrukce nástupišť ve stanici. Stávající úrovňová nástupiště mají být nahrazena trojicí nových nástupišť (ostrovní a dvě vnější), která budou bezbariérově přístupná podchodem. V rámci rekonstrukce se má také řešit příprava na zdvoukolejnění trati do Kunovic.
V roce 2028 by měla zároveň započít elektrizace trati 341 v úseku Staré Město u Uherského Hradiště – Bojkovice město a Újezdec u Luhačovic – Luhačovice a trati 340 v úseku Kunovice – Veselí nad Moravou, což umožní zavedení přímého spojení Brno – Staré Město u Uherského Hradiště v elektrické trakci a dále dojde u linky R18 Praha - Luhačovice ke zkrácení cestovní doby o 20 minut.